# Phičit
Phičit (thajsky พิจิตร) je hospodářské a turistické centrum stejnojmenné provincie v Thajsku. Nachází se ve vzdálenosti 336 km severně od Bangkoku. V roce 2018 mělo 21 580 obyvatel . Významnou zdejší památkou je buddhistický klášter Wat Tha Luang.

## Osobnosti
- Yodrak Salakjai (1956–2008) – zpěvák
- Santi Dzuangsavang (1968–2016) – zpěvák
- Jirayu Tungsrisuk (1993–) – herec

## Galerie

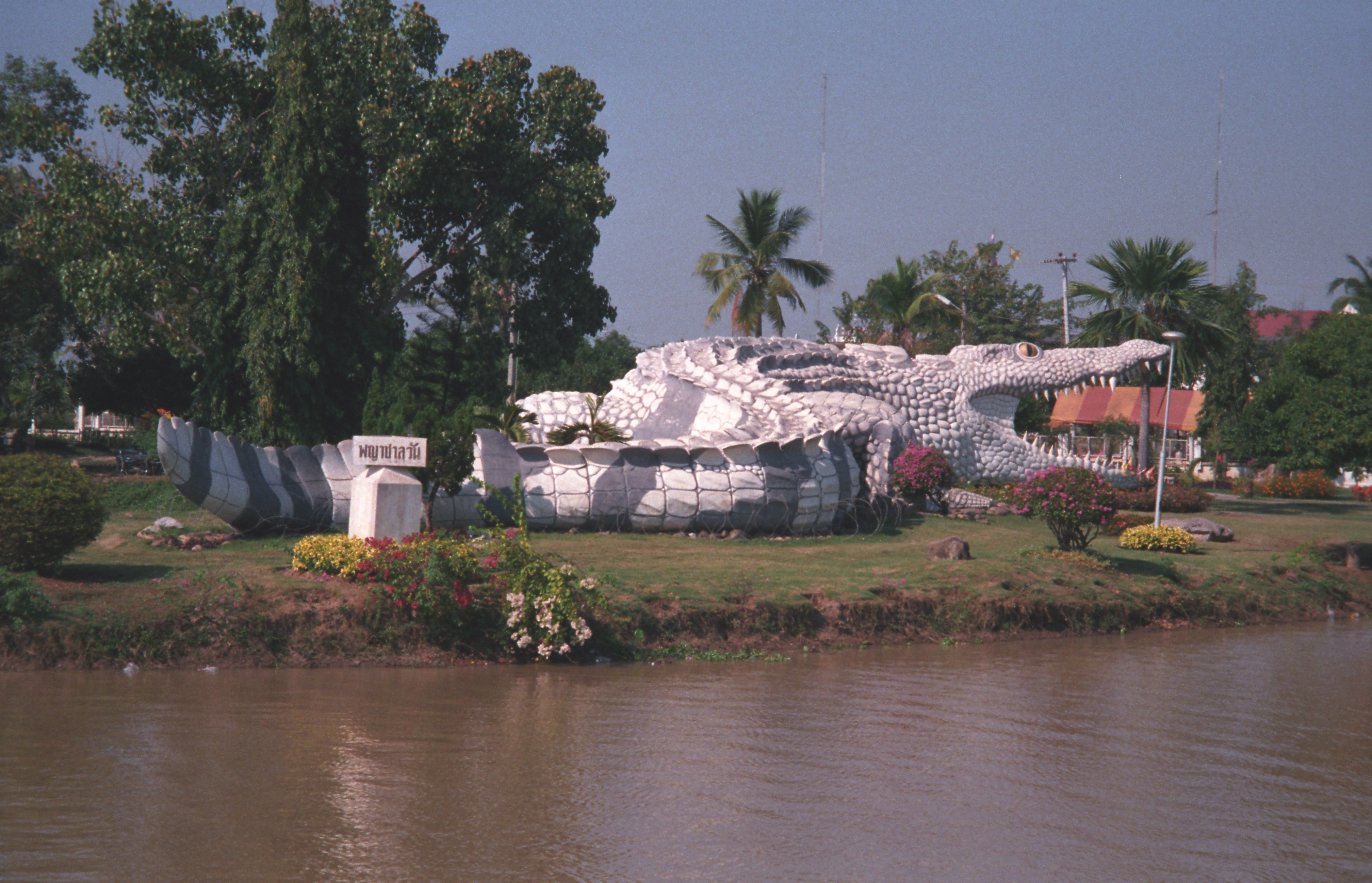
Bueng Si Fai
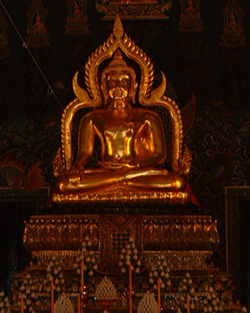
Luang Pho Phet